# Emmerich Széchényi
Emmerich Széchényi von Sárvár-Felsővidék, in ungherese: Imre Széchényi Sárvár-Felsővidék (Vienna, 15 febbraio 1825 – Budapest, 11 marzo 1898), è stato un diplomatico, nobile e compositore austriaco.

## Biografia

### La famiglia
Emmerich (Imre) Széchényi era membro di una nobile famiglia ungherese. Era nipote di Ferenc Széchényi (1754–1820), fondatore della Biblioteca nazionale Széchényi, nonché figlio primogenito di Ludwig (Lajos) Maria Aloys Széchényi (1781–1855) e di sua moglie Franzisca von Wurmbrand-Stuppach (1797–1873). Nel 1865 sposò Maria Alexandra Sztáray-Szirmay (1843–1914).

### La carriera
Széchényi ebbe un'ottima istruzione con tutori privati e dal 1838 al 1843 studiò giurisprudenza presso l'Università di Bratislava. Sfruttando i rapporti intessuti dal padre, nel 1844 riuscì ad unirsi al servizio diplomatico dell'impero austriaco, rimanendo sino al 1848 come addetto presso l'ambasciata austriaca presso la Santa Sede a Roma. Dal 1848 al 1860 fu segretario all'ambasciata austriaca a Stoccolma (1848-1850), al Bundestag tedesco a Francoforte sul Meno (1850–1852), alla corte belga di Bruxelles (1852–1854) ed alla corte russa di San Pietroburgo (1854–1860). A Stoccolma ed a San Pietroburgo fu anche temporaneamente responsabile della missione diplomatica; Széchényi incontrò diverse volte Otto von Bismarck a Francoforte ed a San Pietroburgo.
Sotto il ministro degli esteri Bernhard von Rechberg, Széchényi venne nominato ambasciatore a Napoli quando il Regno delle Due Sicilie era in dissoluzione verso il neonato stato italiano. Széchényi, col resto della corte, seguì re Francesco II dapprima a Gaeta e poi a Roma. Nel 1864 venne temporaneamente messo in pensione.
Come membro del vecchio partito conservatore, divenne membro del Reichstag ungherese nel 1865 e dal 1869 divenne membro della Camera dei magnati ungherese. Sotto il ministro degli esteri Gyula Andrássy fu riconfermato al servizio diplomatico austriaco e nel 1878 venne nominato ambasciatore presso l'Impero tedesco, mantenendo tale incarico sino al suo pensionamento definitivo il 10 ottobre 1892. Decise quindi di ritirarsi nella sua tenuta di Horpács, in Ungheria. Széchényi, a livello dilettantistico, si dedicò alla composizione di brani musicali e divenne amico sia di Franz Liszt che di Franz von Suppè.